# Округ Канјон (Ајдахо)
Округ Канјон (енгл. Canyon County) је округ у америчкој савезној држави Ајдахо.

## Демографија
По попису из 2010. године број становника је 188.923, што је 57.482 (43,7%) становника више него 2000. године.
| Група             | 2000.           | 2010.           |
| Белци             | 102.428 (77,9%) | 136.553 (72,3%) |
| Афроамериканци    | 421 (0,3%)      | 1.077 (0,6%)    |
| Азијати           | 1.056 (0,8%)    | 1.519 (0,8%)    |
| Хиспаноамериканци | 24.455 (18,6%)  | 45.069 (23,9%)  |
| Укупно            | 131.441         | 188.923         |